# Víctor Vázquez
Víctor Vázquez Solsona (Barcellona, 20 gennaio 1987) è un calciatore spagnolo, centrocampista del FC Santa Coloma.

## Carriera

### Club
Ha debuttato in campionato il 12 aprile 2008 contro il Recreativo Huelva, e ha debuttato in Champions League il 9 dicembre 2008 nella partita persa contro lo Šachtar. Il 7 dicembre 2010 segna il suo primo gol in Champions League contro il Rubin Kazan; per l'occasione indossò la camiseta numero 29
Il 5 maggio 2011 il calciatore firma un contratto di tre anni con il Bruges, società belga che milita nella Jupiler League, ma vi si trasferirà solo all'inizio del calciomercato estivo.
L'8 gennaio 2016 viene ceduto al Cruz Azul per una cifra intorno ai 2 milioni di euro.
Il 20 febbraio 2017 il giocatore spagnolo passa al Toronto, dove rimane per due stagioni.
Nel gennaio 2019 si accasa all'Al-Arabi, in Qatar.
Dopo una breve esperienza all'Umm-Salal Sports Club, rimane svincolato dal 14 ottobre 2020.
Il 17 marzo 2021 passa al LA Galaxy.

## Statistiche

### Presenze e reti nei club
Statistiche aggiornate al 9 ottobre 2024.
| Anno               | Squadra            | Campionato         | Campionato | Campionato | Coppe nazionali | Coppe nazionali | Coppe nazionali | Coppe continentali | Coppe continentali | Coppe continentali | Altre coppe | Altre coppe | Altre coppe | Totale | Totale |
| Anno               | Squadra            | Comp               | Pres       | Reti       | Comp            | Pres            | Reti            | Comp               | Pres               | Reti               | Comp        | Pres        | Reti        | Pres   | Reti   |
| ------------------ | ------------------ | ------------------ | ---------- | ---------- | --------------- | --------------- | --------------- | ------------------ | ------------------ | ------------------ | ----------- | ----------- | ----------- | ------ | ------ |
| 2011-2012          | Club Bruges        | D1                 | 26+9       | 3+3        | CB              | 1               | 0               | UEL                | 11                 | 1                  | -           | -           | -           | 47     | 7      |
| 2012-2013          | Club Bruges        | D1                 | 20+8       | 2+1        | CB              | 1               | 0               | UCL+UEL            | 1+4                | 0+1                | -           | -           | -           | 34     | 4      |
| 2013-2014          | Club Bruges        | D1                 | 15+5       | 1+1        | CB              | 1               | 0               | UEL                | 1                  | 0                  | -           | -           | -           | 22     | 2      |
| 2014-2015          | Club Bruges        | D1                 | 22+8       | 4          | CB              | 4               | 2               | UEL                | 13                 | 5                  | -           | -           | -           | 47     | 11     |
| 2015-gen. 2016     | Club Bruges        | D1                 | 14         | 0          | CB              | 0               | 0               | UCL+UEL            | 4+4                | 1+0                | SB          | 1           | 0           | 23     | 1      |
| Totale Club Bruges | Totale Club Bruges | Totale Club Bruges | 97+30      | 10+5       |                 | 7               | 2               |                    | 38                 | 8                  |             | 1           | 0           | 173    | 25     |
| gen.-giu. 2016     | Cruz Azul          | PD                 | 14         | 1          | CM              | 4               | 0               | -                  | -                  | -                  | -           | -           | -           | 18     | 1      |
| 2016-gen. 2017     | Cruz Azul          | PD                 | 5          | 0          | CM              | 0               | 0               | -                  | -                  | -                  | -           | -           | -           | 5      | 0      |
| Totale Cruz Azul   | Totale Cruz Azul   | Totale Cruz Azul   | 19         | 1          |                 | 4               | 0               |                    | -                  | -                  |             | -           | -           | 23     | 1      |
| 2017               | Toronto            | MLS                | 31+5       | 8+2        | CC              | 3               | 0               | -                  | -                  | -                  | -           | -           | -           | 39     | 10     |
| 2018               | Toronto            | MLS                | 21         | 8          | CC              | -               | -               | CCL                | 5                  | 0                  | -           | -           | -           | 26     | 8      |
| Totale Toronto     | Totale Toronto     | Totale Toronto     | 57         | 18         |                 | 3               | 0               |                    | 5                  | 0                  |             | -           | -           | 65     | 18     |
| gen.-giu. 2019     | Al-Arabi           | QSL                | 7          | 2          | EQC             | -               | -               |                    | -                  | -                  |             | -           | -           | 7      | 2      |
| 2019-2020          | Umm-Salal          | QSL                | 9          | 0          | EQC             | 3               | 0               |                    | -                  | -                  |             | -           | -           | 12     | 0      |
| ago.-ott. 2020     | Eupen              | PL                 | 1          | 0          | CB              | -               | -               |                    | -                  | -                  | -           | -           | -           | 1      | 0      |
| 2021               | LA Galaxy          | MLS                | 28         | 3          | -               | -               | -               |                    | -                  | -                  | -           | -           | -           | 28     | 3      |
| 2023-2024          | East Bengal        | ISL                | 10         | 0          | SC              | -               | -               | -                  | -                  | -                  | DC          | -           | -           | 10     | 0      |
| 2024-2025          | Santa Coloma       | PD                 | 1          | 0          | CC              | 0               | 0               | -                  | -                  | -                  | -           | -           | -           | 1      | 0      |
| Totale carriera    | Totale carriera    | Totale carriera    | 259        | 39         |                 | 17              | 2               |                    | 43                 | 8                  |             | 1           | 0           | 320    | 49     |

## Palmarès

### Club

#### Competizioni nazionali
- Campionato spagnolo: 1

Barcellona: 2008-2009
- Coppa di Spagna: 1

Barcellona: 2008-2009
- Coppa del Belgio: 1

Club Brugge: 2014-2015
- Canadian Championship: 2

Toronto: 2017, 2018
- MLS Supporters' Shield: 1

Toronto: 2017
- Campionato MLS: 1

Toronto: 2017

#### Competizioni internazionali
- UEFA Champions League: 2

Barcellona: 2008-2009, 2010-2011

#### Individuale
- MLS Best XI: 1

2017